# Suncom Wireless
Suncom Wireless, stiliserat som SunCom Wireless, var ett amerikanskt företag som tillhandahöll tjänster för trådlös kommunikation såsom mobiltelefoner. Köpet av företaget, som T-Mobile skulle gjort under år 2008, gjordes inte och företaget lades ner 2008.